# Zosterop de les Carolines
El zosterop de les Carolines (Zosterops semperi) és un ocell de la família dels zosteròpids (Zosteropidae). Viu als clars del bosc, vegetació secundària i zones amb arbusts de Micronèsia, a les illes Palau i Truk i Pohnpei, a les Carolines.